# Tvarožná (Repubblica Ceca)
Tvarožná (in tedesco Bosenitz) è un comune della Repubblica Ceca facente parte del distretto di Brno-venkov, in Moravia Meridionale.